# Ришард Пєц
Ришард Леон Пєц (пол. Ryszard Leon Piec; нар. 17 серпня 1913, Ліпіни, Німецька імперія — пом. 24 січня 1979, Свентохловіце, Польща) — польський футболіст та тренер, виступав на позиції нападника, гравець збірної Польщі. Брат Вільгельма Пєца.

## Клубна кар'єра
Народився й прожив усе життя в місті Ліпіни, яке зараз входить до Свентохловіце, Верхня Сілезія. Виступав з 1922 року за клуб «Напжод» (Ліпіни), який протягом цього часу декілька разів змінював свою назву. Ця команда декілька разів намагалася підвіщитися в класі, але жодного разу їй це не вдалося. 
Під час Другої світової війни німецькі окупанти дозволили мещканцям верхньої сілезії брати участь у спортивних турнірах. Клуб Пєца, «Напжод» (Ліпіни), змушений був змінити назву на ТуС (Ліпіни) (нім. Turn und Sport (TUS) Lipine). Ричард (тоді відомий як Ріхард Петц) разом зі своїм братом Вільгельмом Пєцом, були провідними гравцями ТуС (Ліпіни). У сезоні 1941/42 років ця команда разом з братами Пєц створила справжню сенсацію в Кубку Німеччини. У 3-у раунді сілезький клуб з рахунком 4:1 обіграв «Адлер» (Деблін), а в 4-у раунді — берлінський «Блау-Вайс'90» (4:1). І лише в півфіналі турніру більш іменитіший «Мюнхен 1860» зупинив ходу ТуС (Ліпіни) в кубку Німеччини, обігравши сілезький колектив з рахунком 6:0.
По завершенні Другої світової війни повернувся до «Напжуду», в якому виступав до 1951 року. Після цього розпочав тренерську діяльність.

## Кар'єра в збірній
З 1935 по 1939 рік виступав у складі збірної Польщі, за яку провів 21 матч та відзначився 3-а голами. Вперше футболку польської збірної одягнув у 1935 році в поєдинку проти Югославії.
У 1936 році в складі збірної Польщі виступав на Олімпійських іграх у Берліні, де поляки посіли підсумкове 4-е місце, після того як у боєдинку за бронзові медалі збірна Польщі поступилася Норвегії. На турнірі Ришард зіграв 3 матчі — у кваліфікації проти Угорщини (3:0), 1/4 фіналу проти Великої Британії (5:4, відзначився голом) та у півфіналі проти Австрії (1:3). Також зіграв на чемпіонаті світу 1938 року в легендарному футбольному поєдинку Польща : Бразилія — 5:6 (5 червня 1938 року, Страсбур, Франція).